# Russell Haswell
Russell Haswell (geboren 1970 in Coventry) ist ein britischer Multimedia-Künstler.

## Leben
Er hat konzeptionelle, visuelle Arbeiten, Videokunst, Skulpturen im öffentlichen Raum sowie Audioperformance und Konzerte sowohl in Kunstgalerien als auch in Konzertsälen ausgestellt und präsentiert. Extreme Computer Music ist ein besonderer Schwerpunkt seines Schaffens. Ein fortlaufendes Projekt ist seit 2003 die Zusammenarbeit mit Florian Hecker, in welchem beide mit Iannis Xenakis „UPIC Music Composing System“ arbeiten. Die aufgenommenen Ergebnisse wurden in Form von mehrkanaligen elektroakustischen Diffusionssessions präsentiert, zum Beispiel für die Frieze Art Fair. Haswell hat unter anderem zusammengearbeitet mit: Aphex Twin, Angela Bulloch, Jake und Dinos Chapman, Florian Hecker, Earth, Popol Vuh, Kjetil Manheim, Carsten Höller, Mika Vainio, Carl Michael von Hausswolff, Masami Akita, Peter Rehberg, Zbigniew Karkowski, Gescom, Yasunao Tone und Whitehouse.

## Diskografie (Auswahl)
- (2001) Russell Haswell: Live Salvage 1997 → 2000 (Mego) digipak + jewel case compact disc
- (2002) Masami Akita & Russell Haswell: Satanstornade (Warp Records) digipak compact disc + 12 inch album
- (2005) Haswell & Hecker: Revision (Mego) single sided 12 inch
- (2007) Haswell and Hecker: Blackest Ever Black (Warner Classics &amp; Jazz) CD, Album
- (2008) Haswell & Hecker: UPIC Warp Tracks (Warp)  CD
- (2008) Russell Haswell: Second Live Salvage (Editions Mego)  2× 12 inch vinyl
- (2009) Russell Haswell: Wild Tracks (Editions Mego) CD, Album
- (2011) Russell Haswell: In It (Immersive Live Salvage) (Editions Mego) LP + DVD
- (2013) Russell Haswell & Yasunao Tone: Convulsive Threshold (Editions Mego) CD
- (2013) Russell Haswell & Regis Concrete Fence 12″ white vinyl